# Hyobanche atropurpurea
Hyobanche atropurpurea är en snyltrotsväxtart som beskrevs av Harry Bolus. Hyobanche atropurpurea ingår i släktet Hyobanche och familjen snyltrotsväxter. Inga underarter finns listade i Catalogue of Life.